# جون ديميتا
جون ديميتا (بالإنجليزية: John DeMita)‏ مواليد 6 يناير 1959 في نيويورك، هو ممثل أمريكي بدأ مسيرته الفنية سنة 1983.

## الأعمال
- بليتش
- دراغون بول سوبر
- القناص
- مغامرات جوجو العجيبة
- ناروتو
- ون بنش مان
- الأنيماتريكس
- فاينل فانتسي: ذا سبيريتس ويذين
- كيكي لخدمة التوصيل
- قلعة في السماء
- كينغسلايف: فاينال فانتازي 15

## وصلات خارجية
- جون ديميتا على موقع IMDb (الإنجليزية)
- جون ديميتا على موقع قاعدة بيانات الفيلم (الإنجليزية)
- جون ديميتا على موقع ANN person (الإنجليزية)
- الموقع الرسمي